# Dêqên
Dêqên (Forenklet kinesisk: 迪庆; traditionel kinesisk: 迪慶; pinyin: Díqìng; Wade-Giles: Tí-ch'ìng; tibetansk: བདེ་ཆེན; Wylie: Bde-chen) er et autonomt præfektur for tibetanere og ligger i den nordvestlige del af den kinesiske provins Yunnan. Det er en del kulturregionen Kham. Dêqên har et areal på 23.870 km² og ca. 330 000 indbyggere (2003).

## Administrative enheder
Det autonome præfektur Diqing har jurisdiktion over 2 amter (县 xiàn) og et autonomt amt (自治县 zìzhìxiàn).
| Kort            | #                   | Navn              | Hanzi                  | Pinyin  | Befolkning (2003 est.) | Areal (km²) | Indb./km² |
| --------------- | ------------------- | ----------------- | ---------------------- | ------- | ---------------------- | ----------- | --------- |
| Kort over Dêqên |                     |                   |                        |         |                        |             |           |
| Amter           |                     |                   |                        |         |                        |             |           |
| 1               | Shangri-La          | 香格里拉县        | Xiānggélǐlā Xiàn       | 130.000 | 11.613                 | 11          |           |
| 2               | Deqin               | 德钦县            | Déqīn Xiàn             | 60.000  | 7.596                  | 8           |           |
| Autonome amter  |                     |                   |                        |         |                        |             |           |
| 3               | Weixi (For lisuene) | 维西傈僳族 自治县 | Wéixī Lìsùzú Zìzhìxiàn | 140.000 | 4.661                  | 30          |           |

## Etnisk befolkningssammensætning (2000)
Ved folketællingen i 2000 havde Dêqên 353 518 indbyggere (befolkningstæthed: 14,81 indb./km²).
| Folkegruppe | Indbyggere | Andel  |
| ----------- | ---------- | ------ |
| Tibetanere  | 117.099    | 33,12% |
| Lisu        | 98.195     | 27,78% |
| Hankinesere | 57.928     | 16,39% |
| Naxi        | 45.269     | 12,81% |
| Bai         | 18.182     | 5,14%  |
| Yi          | 11.616     | 3,29%  |
| Huikinesere | 1.496      | 0,42%  |
| Primi       | 1.496      | 0,42%  |
| Miao        | 1.434      | 0,41%  |
| Nu          | 241        | 0,07%  |
| Derung      | 137        | 0,04%  |
| Andre       | 425        | 0,11%  |

27°50′N 99°36′Ø / 27.833°N 99.600°Ø